# 18 Sextantis
18 Sextantis är en misstänkt variabel stjärna i Sextantens stjärnbild.
18 Sextantis har visuell magnitud +5,64 och varierar utan någon fastställd amplitud eller periodicitet. Den befinner sig på ett avstånd av ungefär 475 ljusår.